# Aromatische Amine
Aromatische Amine sind Amine mit einem aromatischen Substituenten, d. h. bei denen die NH2-, NH- oder N–Gruppe an ein aromatisches Kohlenwasserstoffatom gebunden ist. Das einfachste Beispiel für ein aromatisches Amin ist Anilin.

## Eigenschaften
Protonierte aromatische Amine haben üblicherweise einen niedrigeren pKs-Wert – sind also saurer – als ihre nichtaromatischen Analoga. Dieser Effekt beruht auf der Delokalisation der freien Elektronen des Stickstoffs über den aromatischen Ring.
| Repräsentative Anilin-Verwandte | Repräsentative Anilin-Verwandte | Repräsentative Anilin-Verwandte | Repräsentative Anilin-Verwandte | Repräsentative Anilin-Verwandte          | Repräsentative Anilin-Verwandte |
| ------------------------------- | ------------------------------- | ------------------------------- | ------------------------------- | ---------------------------------------- | ------------------------------- |
| Aromatisches Amin               |                                 | CAS-Nummer                      | Eigenschaften                   | Verwendung                               |                                 |
| Anilin                          | Aniline                         | 62-53-3                         |                                 |                                          |                                 |
| o-Toluidin                      | o-Toluidin                      | 95-53-4                         |                                 |                                          |                                 |
| 2,4,6-Trimethylanilin           |                                 | 88-05-1                         |                                 |                                          |                                 |
| o-Anisidin                      | Anisidine                       | 90-04-0                         |                                 |                                          |                                 |
| 3-Trifluormethylanilin          | 3-Trifluoromethylanilin         | 98-16-8                         |                                 | Zwischenprodukt für Herbizide, Metabolit |                                 |
| N-Methylanilin                  | N-Methylanilin                  | 100-61-8                        |                                 |                                          |                                 |

Menschen sind aromatischen Aminen v. a. über ihre Ernährung (z. B. durch Pestizide), Pharmazeutika (z. B. Prilocain), Haarfärbemittel, Zigarettenrauch und Dieselabgase ausgesetzt.
Im Berufsleben entsteht eine höhere Belastung u. a. in der Gummi-, Textil- und Farbenindustrie.

## Namensgebung
Zahlreiche aromatische Amine leiten ihren Namen durch Anhängen der Endung -idin von einer Stammverbindung ab. So entsteht aus Anisol (Methoxybenzol) durch Anhängen des Aminosubstituenten und dieser Endung der Name Anisidin, aus Phenetol (Ethoxybenzol) das Phenetidin, aus Toluol das Toluidin, aus Xylol das Xylidin, aus Mesitylen das Mesidin, aus Pseudocumol das Pseudocumidin usw.

## Primäre aromatische Amine
Primäre aromatische Amine (paA) sind teilweise als Humankanzerogene bekannt. Dazu gehört z. B. 2-Naphthylamin. Andere paA werden aufgrund tierexperimenteller Studien als krebserzeugend angesehen. Hierzu gehören z. B. o-Anisidin und o-Toluidin. Bei einer Kontamination von Lebensmitteln können über das Europäische Schnellwarnsystem für Lebensmittel und Futtermittel Warnungen kommuniziert werden.